# Paul Carey Bauhof
Paul Carey Bauhof, auch kurz als Paul Carey geführt, (* 9. Dezember 1956; † 10. Mai 2019 in Detroit) war ein US-amerikanischer Jazz- und Blues-Musiker (Gitarre), der in der Musikszene Detroits aktiv war.
Bauhof schloss 1975 die Grosse Pointe South High School ab und lebte fortan in der East Side Detroits. In der dortigen Musikszene war er als Mitbegründer der Formation Sun Messengers bekannt, mit der in den 1980er-Jahren zwei Alben entstanden. Außerdem tourte er auch außerhalb der Vereinigten Staaten mit Detroiter Bluesmusikern wie Thornetta Davis, Alberta Adams, Joe Weaver, Johnnie Bassett, Curtis Sumter und Eddie Kirkland. Lange Jahre spielte er zudem mit RJ Spangler sowie mit seinem Sohn, dem Schlagzeuger Max Bauhof. Er ist auch auf Alben von Alberta Adams zu hören, weiterhin wurden Aufnahmen mit The Garfield Blues Band und den Blues Disciples veröffentlicht Im Bereich des Jazz verzeichnet Tom Lord nur drei Aufnahmesessions zwischen 1982 und 1990. Zuletzt leitete er das Paul Carey Organ Trio, mit Mark Loduca Sr. (Hammondorgel) und Jason Vanbiervliet (Gitarre).

## Diskographische Hinweise
- The Sun Sounds Orchestra: Open the Doors (1990)
- Joe Weaver – Stanley Mitchell – Kenny Martin: The Motor City Rhythm & Blues Pioneers (Blue Suit Records, 2002)